# 土山町北土山
土山町北土山（つちやまちょうきたつちやま）は、滋賀県甲賀市にある地名。

## 地理
甲賀市土山町の中央に位置し、東は土山町猪鼻・土山町黒川、南は土山町南土山、西は土山町野上野、北は土山町平子・土山町青土・土山町鮎河に接する。西側に野洲川が、東側に田村川が流れる。東西に東海道、国道1号が貫通し、東海道が国道1号と交差する付近から御代参街道が分岐した。また、国道1号に滋賀県道9号大河原北土山線が北から、滋賀県道539号岩室北土山線が南からつながる。

## 歴史
886年以降、東海道（阿須波道）が、中世には伊勢大路が通じ、室町時代には鈴鹿峠を控える交通の拠点であった。中世には土豪の黒川氏・頓宮氏等の支配を受けたと考えられる。なお、甲賀郡志では、南土山ともとは1村であったが1440年に岩室氏が南部を領したため、頓宮氏が領した北土山と分かれて2村となった伝承が記されている。1584年の小牧・長久手の戦いでは豊臣秀吉が土山に陣を置き、軍事拠点とした。1585年の甲賀ゆれと水口岡山城築城によりその支配下に入ったと考えられる。1591年には北土山の949石余りが徳川家康の在京賄料にあてられている。1600年に幕府領となり、1601年には東海道の宿駅に指定される。東海道の北側に当地域はあり、南側の南土山村などと両側町を構成し、吉川町に土山家本陣、中町に問屋場が置かれた。

## 世帯数と人口
2019年（令和元年）10月31日現在の世帯数と人口は以下の通りである。
| 町丁         | 世帯数  | 人口   |
| ------------ | ------- | ------ |
| 土山町北土山 | 706世帯 | 1751人 |

## 学区
市立小・中学校に通う場合、学区は以下の通りとなる。
| 番・番地等 | 小学校             | 中学校             |
| ---------- | ------------------ | ------------------ |
| 全域       | 甲賀市立土山小学校 | 甲賀市立土山中学校 |

## 交通
- 東海道
- 御代参街道
- 国道1号
- 滋賀県道9号大河原北土山線
- 滋賀県道539号岩室北土山線

## 施設
- 甲賀市土山地域市民センター
- 甲賀市土山図書館
- あいの土山文化ホール
- 甲賀市立土山中学校
- 甲賀市立土山小学校
- 甲賀警察署土山交番
- 土山宿土山家本陣跡
- 田村神社
- 永雲寺

## その他

### 日本郵便
- 郵便番号 : 528-0211[3]（集配局：土山郵便局[7]）